# Na Rédea Curta

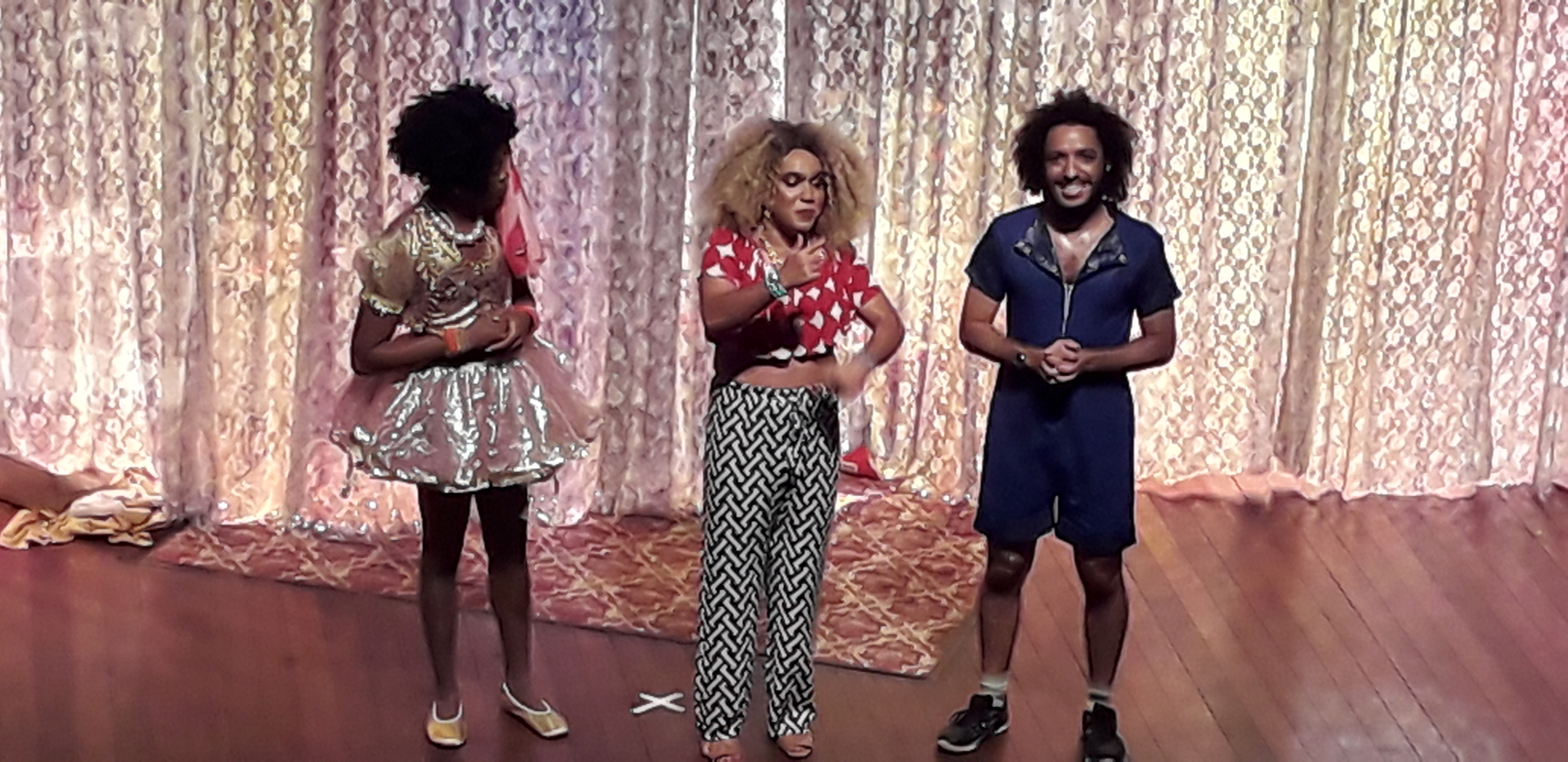
Os atores Thiago Almasy, Sulivã Bispo e Genário Neto em cartaz com o espetáculo teatral "Na rédea curta", em 2019, no Teatro Jorge Amado

Na Rédea Curta é um filme de comédia brasileiro de 2022, dirigido por Ary Rosza e Glenda Nicácio e escrito pelos próprios diretores com a colaboração de Sulivã Bispo, Thiago Almasy, Camila Gregório e Tide Eglantine. O filme é estrelado por Sulivã Bispo, Thiago Almasy e Luciana Souza, e conta com a participação especial de Zezé Motta.
O filme é baseado na websérie homônima, que retrata o cotidiano da vida de uma mãe e filho moradores da periferia de Salvador. Foi lançado nos cinemas do Brasil em 1 de dezembro de 2022.

## Sinopse
Morador da periferia de Salvador, Júnior (Thiago Almasy) é um jovem de 20 anos que foi criado apenas por sua mãe, a super protetora Mainha (Sulivã Bispo). Recentemente, ele descobriu que vai ser pai e, a partir desse acontecimento, toma a decisão de ir procurar seu pai. Mainha se vê obrigada a revelar a identidade do pai, que mora na cidade de Cachoeira, no interior do Recôncavo da Bahia. Inicia-se assim uma divertida viagem dos dois, em meio a aventuras e confusões eles vão se unir mais ainda.

## Elenco
- Sulivã Bispo como Mainha
- Thiago Almasy como Júnior
- Yoshi Aguiar como Ariosvaldo
- Rita Batista como Rita Batista
- Bárbara Bela como Keylane
- Cristian Bell como Waltinho
- Aline Brune como Violeta
- Denise Correia como Jussara
- Jackson Costa como João
- Arlete Dias como Cida
- Wal Diaz como Tia Vanda
- Victor Edvani como Iago

- Saulo Ilogoni como Outro Júnior
- Vagner Jesus como Chico
- Alan Miranda como Outro João
- Fábio Osório Monteiro como Motorista
- Manu Moraes como Tia Nice
- Zezé Motta como Voinha